# Landry Bender
Landry Bender (Chicago, Illinois, 2000. augusztus 3. –) amerikai színésznő.
A Crash és Bernstein, valamint az Öribarik című sorozatokban játszott főszerepeiről ismert.

## Gyermekkora és pályafutása
Chicagóban született. Apja Trey Bender sportművész. Kétéves korában Phoenixbe költözött. 5 éves korától kezdett színészi órákra járni.

## Filmográfia

### Film
| Év   | Magyar cím   | Eredeti cím | Szerep         | Magyar hang  |
| ---- | ------------ | ----------- | -------------- | ------------ |
| 2011 | A bébisintér | The Sitter  | Blithe Pedulla | Koller Virág |
| 2023 |              | Pure O      | Rachel         |              |

### Televízió
| Év        | Magyar cím                 | Eredeti cím                     | Szerep              | Megjegyzések                                                         |
| --------- | -------------------------- | ------------------------------- | ------------------- | -------------------------------------------------------------------- |
| 2012–2014 | Crash és Bernstein         | Crash & Bernstein               | Cleo Bernstein      | - főszereplő - magyar hangja:[forrás?] - Györke Laura                |
| 2014      | Jake és Sohaország kalózai | Jake and the Never Land Pirates | kistestvér (hangja) | 1 epizód                                                             |
| 2015      | Liv és Maddie              | Liv and Maddie                  | Cyd Ripley          | 1 epizód                                                             |
| 2015–2016 | Öribarik                   | Best Friends Whenever           | Cyd Ripley          | - főszereplő - magyar hangja: - Csifó Dorina                         |
| 2017–2019 | Az Oroszlán őrség          | The Lion Guard                  | Makini (hangja)     | - mellékszereplő - magyar hangja:[forrás?] - Andrádi Zsanett         |
| 2017–2020 | Még mindig Bír-lak         | Fuller House                    | Rocki               | mellékszereplő (3-5. évad)                                           |
| 2019      | Alaska nyomában            | Looking for Alaska              | Sara                | - minisorozat főszereplője - magyar hangja:[forrás?] - Laudon Andrea |
| 2021      |                            | The Republic of Sarah           | Bella               | főszereplő                                                           |

## Fordítás
- Ez a szócikk részben vagy egészben  a   Landry Bender című angol Wikipédia-szócikk ezen változatának fordításán alapul.  Az eredeti cikk szerkesztőit annak laptörténete sorolja fel. Ez a jelzés csupán a megfogalmazás eredetét és a szerzői jogokat jelzi, nem szolgál a cikkben szereplő információk forrásmegjelöléseként.